# Banda X

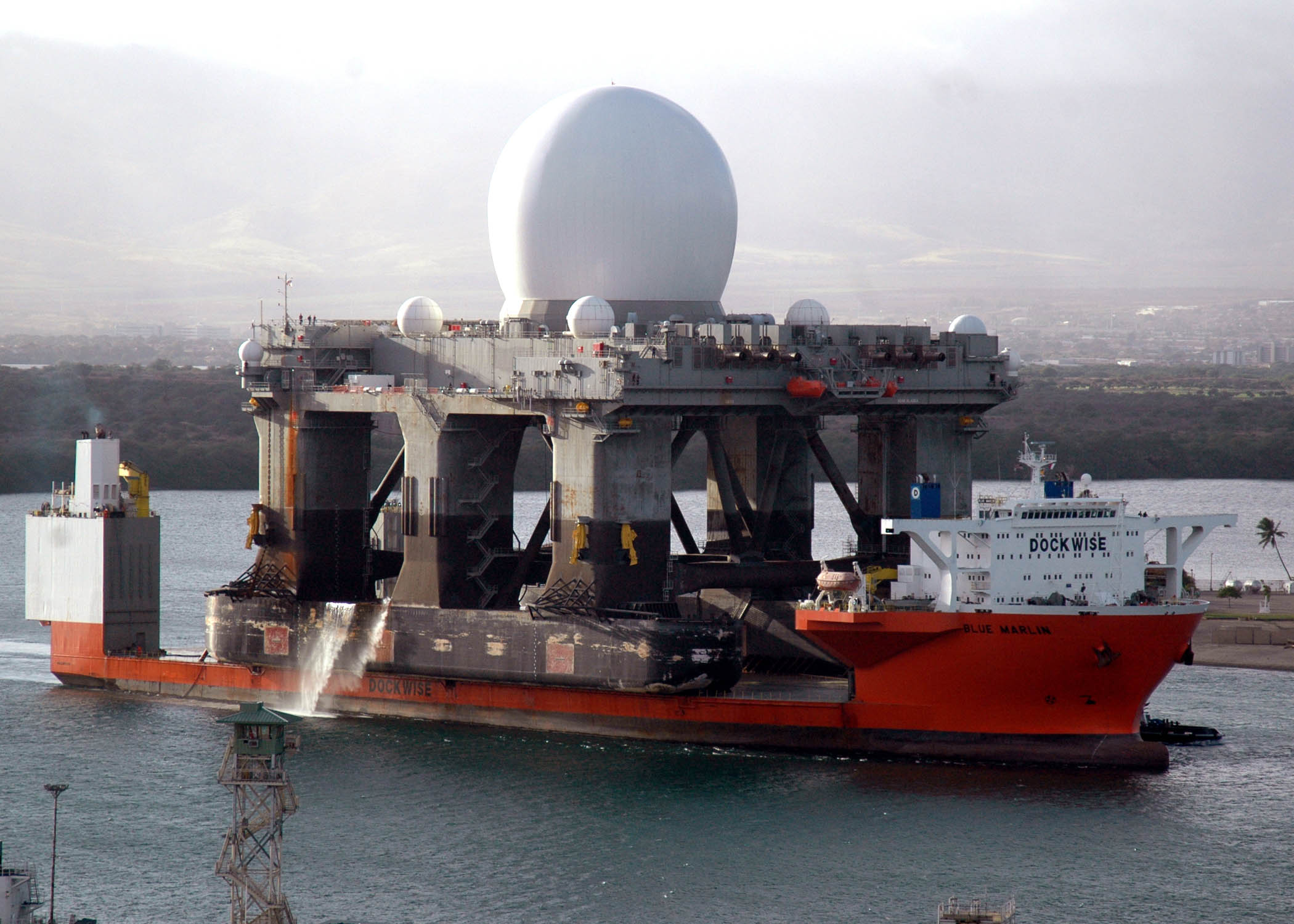
La SBX-1, una stazione radar funzionante in banda X, mentre entra a Pearl Harbor, nelle Hawaii, trasportata dalla nave Blue Marlin, dopo aver completato 15.000 miglia da Corpus Christi (Texas) il 9 gennaio 2006.

La banda X è un intervallo di frequenze destinato ad una delle bande delle microonde.
La larghezza di banda si estende dai 7 ai 12,5 GHz (la porzione 10,7-12,5 si sovrappone alla banda Ku), con una banda standard per il downlink da 7,25 a 7,75 GHz (uplink da 7,9 a 8,4 GHz), è una parte della banda delle microonde nello spettro elettromagnetico. 
La tipica frequenza di oscillazione di una banda-X LNB è pari a 6300 MHz.
La banda X è soprattutto usata per le comunicazioni satellitari e per i radar. Inizialmente questa banda fu ad uso esclusivo dei militari, per il controllo del fuoco nemico. Successivamente questa banda è potuta essere utilizzata anche a livello civile ed in altri campi, come ad esempio per il telerilevamento e per il meteo. 
Questa banda è stata per prima adoperata dai militari e dalle agenzie spaziali.